# Takeru Shibaki
Takeru Shibaki (Tokyo, 27 giugno 1982) è un attore giapponese.

## Filmografia

### Filmografia
- Happiness in a Little Place (2013)
- Battle Royale II: Requiem (2003)
- Boogiepop wa Warawanai: Boogiepop and Others - Kiyoshi Sakamoto (2000)

### Serie Televisive
- Gôgô sentai Bôkenger - Ragi (2006)
- Hyakujû sentai Gaorenjâ - Kai Samezu / Gao Blue (2000 - 2001)

### Cortometraggi
- Hyakujû sentai Gaorenjâ: Hi no Yama, Hoeru - Kai Samezu / Gao Blue